# Émile de Bonnechose
François Paul Émile Boisnormand de Bonnechose (Leiderdorp (Leyerdorp), Hollandia, 1801. augusztus 18. – Párizs, 1875. február 15.) francia történetíró és költő. A francia hadseregben szolgált mint törzstiszt, majd 1829-ben elhagyta a katonai szolgálatot, s ekkor X. Károly őt a Saint-Cloud kastély könyvtárának őrévé nevezte ki. 1850-től 1853-ig a versailles-i és trianoni könyvtárak felügyeletével is megbízták.

## Nevezetesebb munkái
- La mort de Bailly (költemény, 1833)
- Histoire de France (1834)
- Christophe Sauval (2. kiad. 1864)
- Histoire sacrée (2. kiad. 1848)
- Les réformateurs avant la réforme du XIVe siècle (3. kiad. 1860)
- Histoire d'Angleterre (1859. 4 kötet)
- Géographie physique historique et politique de la France (2. kiad. 1866)
- Bertrand Duguesclin (1866)
- Lazare Hoche (1868)
- La crise actuelle dans l'Église reformée de France (1868)

## Magyarul megjelent művei
- Lazare Hoche vezénylő tábornok. A Moselle-i, itáliai, cherbourgi, bresti, óceáni, Sambre-és-Meuse-i és rajnai francia hadseregek főparancsnoka a konvent és a direktórium idején, 1793 és 1797 között; ford. Tótfalusi Ágnes; D-Systems Plus Kft., Bp., 2020[4]